# Januário de Chipre
Januário de Lusinhão (1375 - 1432), foi Rei de Chipre de 1398 a 1432, filho de Tiago I de Chipre e de Helvis de Brunswick-Grubenhagen.
Após janeiro de 1400 casa-se com Anglesia Visconti (m. 1439), filha de Bernabó Visconti, Senhor de Milão, mas divorciam-se em 1408 ou 1407/1409.[carece de fontes?]
A 25 de agosto de 1411 Januário casa-se novamente, com Carlota de Bourbon.